# Clarence William Anderson
Clarence William Anderson, född 1891, död 1971, var en amerikansk konstnär och författare.
Clarence William Anderson hade ett starkt intresse för hästar och utgav ett flertal hästböcker med egna illustrationer i form av teckningar, etsningar och främst litografier. Mest känd blev han för böckerna om Billy and Blaze.